# Sjundbyån

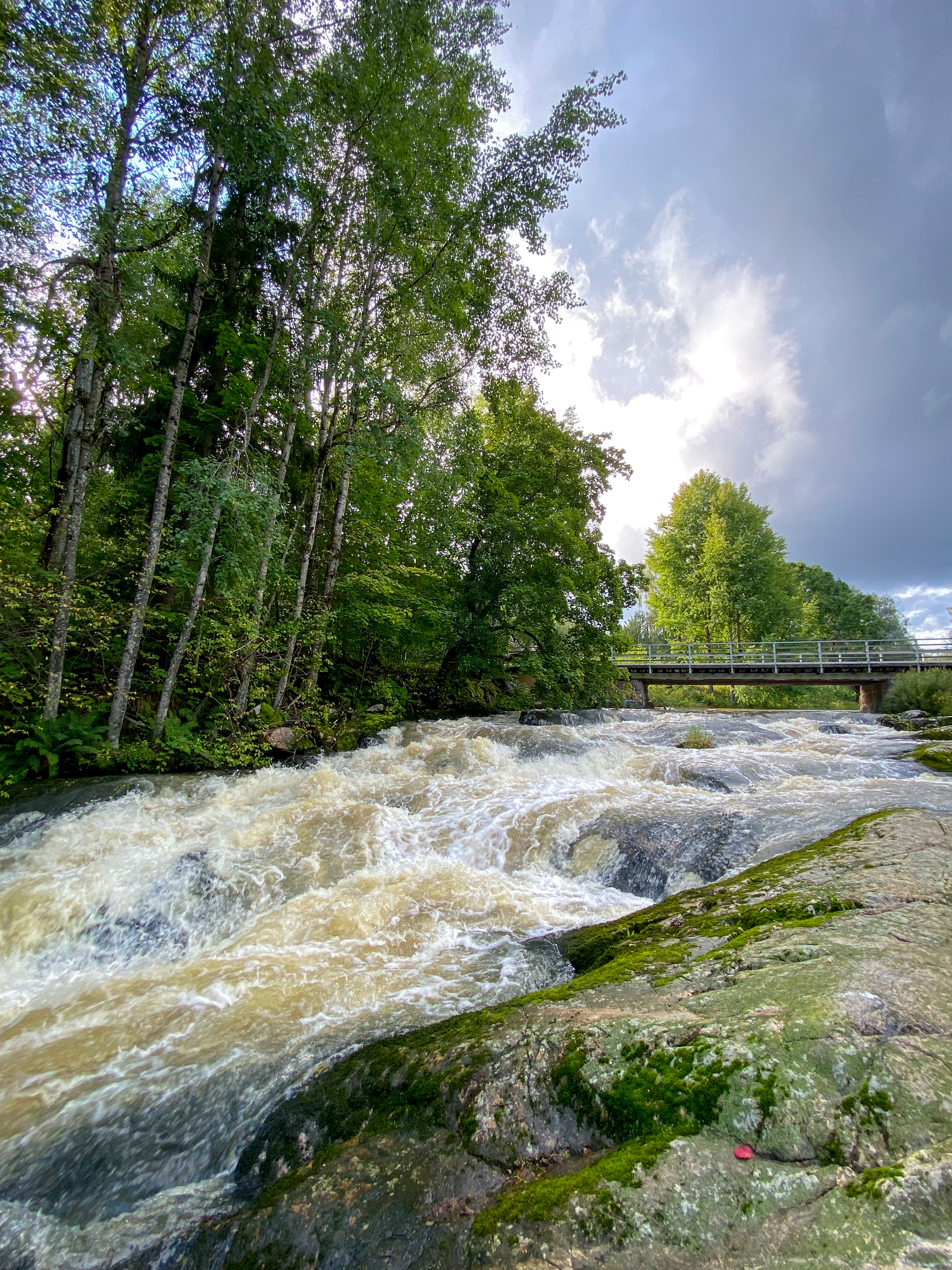
Sjundbyån vid Sjundby slott.

Sjundbyån är en å i Sjundeå kommun, Nyland, Södra Finlands län. Det är Sjundeå ås rinnsträcka från sjön Tjusträsk till Vikträsk.